# Zbigniew Cybulski
Zbigniew Hubert Cybulski (n. 3 noiembrie 1927, Kneaje, Polonia – d. 8 ianuarie 1967, Wrocław, Republica Populară Polonă) a fost un actor  polonez de teatru și film. A activat în cinematografie din 1954. 

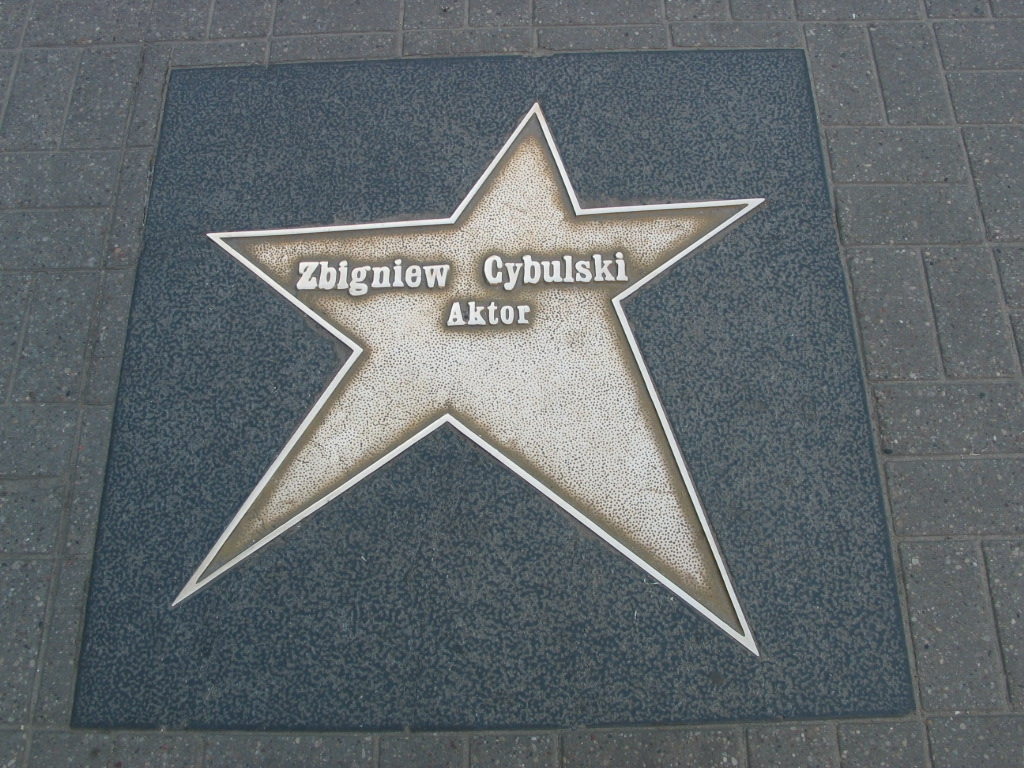
Aleea Stelelor din Łódź

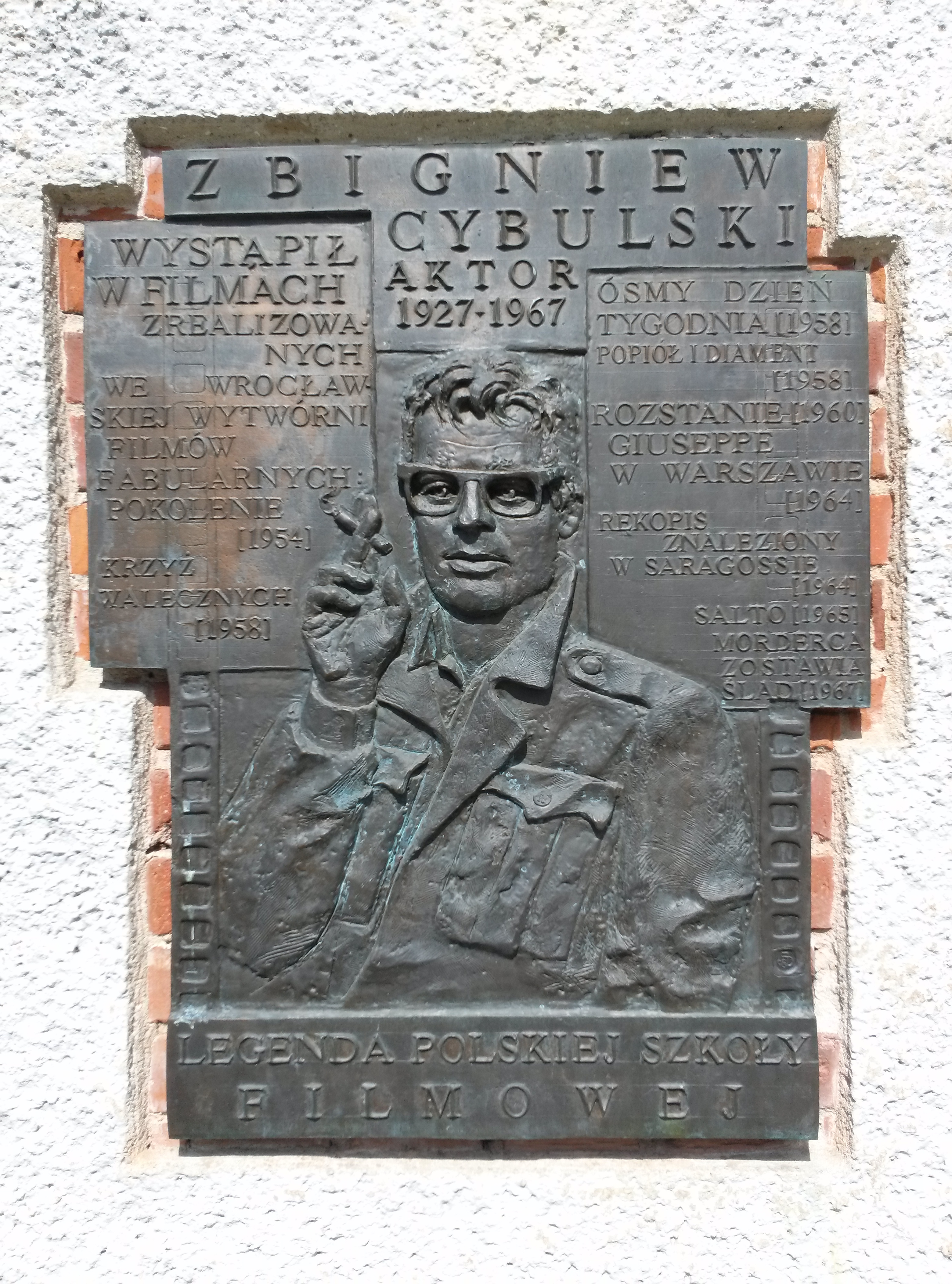
Wrocław, placă memorială

## Filmografie
- 1953-1954  O noapte de amintiri (Celuloza), regia Jerzy Kawalerowicz
- 1954 Generație (Pokolenie), regia Andrzej Wajda
- 1954 Kariera, regia Jan Koecher
- 1954 Sub steaua frigiană (Pod gwiazdą frygijską), regia Jerzy Kawalerowicz
- 1955 3 starturi (Trzy starty), regia Ewa și Czesław Petelscy, Stanisław Lenartowicz
- 1956 Koniec nocy, r. Paweł Komorowski și Julian Dziedzina
- 1956 Tajemnica dzikiego szybu, regia Wadim Berestowski
- 1957 Wraki, r. Ewa și Czesław Petelscy
- 1958 Ósmy dzień tygodnia, r. Aleksander Ford
- 1958 Cenușă și diamant (Popiół i diament), r. Andrzej Wajda
- 1958 Krzyż Walecznych, r. Kazimierz Kutz
- 1959 Trenul de noapte (Pociąg), regia Jerzy Kawalerowicz
- 1960 Do widzenia, do jutra, r. Janusz Morgenstern
- 1960 Inocenții fermecători (Niewinni czarodzieje), regia Andrzej Wajda
- 1961 Rozstanie, r. Wojciech Has
- 1961 Le thé à la menthe, r. Pierre Kafian
- 1962 Dragoste neîmplinită (Jak być kochaną), regia Wojciech Has
- 1962 Păpușa (La Poupée), r. Jacques Baratier
- 1962 Dragostea la 20 de ani (L’amour à vingt ans), scheciul V, r. Andrzej Wajda
- 1963 Ich dzień powszedni, r. Aleksander Ścibor-Rylski
- 1963 Milczenie, regia Kazimierz Kutz
- 1963 Nu vor fi divorțuri (Rozwodów nie będzie), r. Jerzy Stefan Stawiński
- 1963 Ucigașul și fata (Zbrodniarz i panna), r. Janusz Nasfeter
- 1964 Att alska, regia Jörn Donner
- 1964 Giuseppe la Varșovia (Giuseppe w Warszawie), r. Stanisław Lenartowicz
- 1964 Manuscrisul de la Saragossa (Rękopis znaleziony w Saragossie), r. Wojciech Has
- 1965 Pinguinul (Pingwin), regia Jerzy Stefan Stawiński
- 1965 Jutro Meksyk, r. Aleksander Ścibor-Rylski
- 1965 Salto, r. Tadeusz Konwicki
- 1965 Sam pośród miasta, r. Halina Bielińska
- 1966 Mâine Mexicul (Jutro Meksyk), r. Aleksander Ścibor-Rylski
- 1966 Przedświąteczny wieczór, r. Jerzy Stefan Stawiński
- 1966 Szyfry, r. Wojciech Has
- 1967 Cu toată viteza înainte (Cała naprzód), regia Stanisław Lenartowicz
- 1967 Criminalul lasă urme (Morderca zostawia ślad), r. Aleksander Ścibor-Rylski
- 1967 Jowita, r. Janusz Morgenstern